# Станимир Симеонов
Станимир Симеонов (роден на 21 юни 1967 г. в София) е български журналист, телевизионен водещ и създател на съдържание в Пловдивска телевизия „Тракия“.

## Биография

### Ранен живот и образование
Станимир Симеонов е роден в София. Израства в петчленно семейство в Ловеч, но на 13-годишна възраст се премества във Враца, където учи във Френска езикова гимназия „Анри Барбюс“. Там изучава френски и руски език. През 1986 г. завършва с отличен успех и е изпратен в дворец „Врана“ като гвардеец. През 1988 г. се премества да живее в Пловдив, където живее и до днес. Записва се в Аграрния университет в Пловдив.

### Кариера
Симеонов преминава курс по журналистика при дългогодишната говорителка на БНТ Нери Терзиева. През 1994 г. започва работа като репортер в пловдивския вестник „Марица“. През 2005 г. започва работа в издателство „Свободно слово“.
През 2015 г. става председател на сдружение „Пловдив бяга“, което организира маратони в цялата страна.
От 2018 г. е водещ на предаванията „Спортна трибуна“ и „С любов за Пловдив“ по Пловдивска телевизия „Тракия“.
Същата година издава книга за единствената зимна олимпийска шампионка на България Екатерина Дафовска, озаглавена „От Чепеларе до Нагано“.
През 2023 г. започва телевизионното предаване „Мисия култура“ и стартира собствен канал в YouTube, където публикува политематични интервюта и репортажи. Сред най-гледаните му интервюта са тези с Осман Октай, Димитър Бербатов, Стойчо Керев, Вера Маринова и Росен Миленов.
През 2023 г. отразява няколко пъти сесиите на Европейския парламент в Страсбург. По време на една от сесиите подарява книга за Епископската базилика в Пловдив на председателя на Европейската комисия Урсула фон дер Лайен.
През 2024 г. отразява Летните олимпийски игри в Париж, като става първият пловдивски журналист, който отразява събитията от първия до последния състезателен ден.
Същата година прави интервю с легендата на Байерн Мюнхен Карл Хайнц Румениге.
През 2025 г. е част от българската делегация при посещението при папа Лъв XIV с министър-председателя на Република България Росен Желязков.

### Награди
През 2024 г. получава „Награда Пловдив“ в раздел „Журналистика в сферата на културата“. Същата година е обявен от Пловдивска телевизия „Тракия“ за „Филибелия на годината“.